# Alue Rambong (Baktiya)
Alue Rambong is een bestuurslaag in het regentschap Aceh Utara van de provincie Atjeh, Indonesië. Alue Rambong telt 246 inwoners (volkstelling 2010).